# Rotterdam Open
Rotterdam Open, znany również jako ABN AMRO World Tennis Tournament – męski turniej tenisowy kategorii ATP Tour 500 zaliczany do cyklu ATP Tour. Rozgrywany na kortach twardych w holenderskim Rotterdamie od 1974 roku.

## Mecze finałowe

### Gra pojedyncza
| Rok  | Zwycięzca                | Finalista             | Wynik               |
| 2025 | Carlos Alcaraz           | Alex de Minaur        | 6:4, 3:6, 6:2       |
| 2024 | Jannik Sinner            | Alex de Minaur        | 7:5, 6:4            |
| 2023 | Daniił Miedwiediew       | Jannik Sinner         | 5:7, 6:2, 6:2       |
| 2022 | Félix Auger-Aliassime    | Stefanos Tsitsipas    | 6:4, 6:2            |
| 2021 | Andriej Rublow           | Márton Fucsovics      | 7:6(4), 6:4         |
| 2020 | Gaël Monfils             | Félix Auger-Aliassime | 6:2, 6:4            |
| 2019 | Gaël Monfils             | Stan Wawrinka         | 6:3, 1:6, 6:2       |
| 2018 | Roger Federer            | Grigor Dimitrow       | 6:2, 6:2            |
| 2017 | Jo-Wilfried Tsonga       | David Goffin          | 4:6, 6:4, 6:1       |
| 2016 | Martin Kližan            | Gaël Monfils          | 6:7(1), 6:3, 6:1    |
| 2015 | Stan Wawrinka            | Tomáš Berdych         | 4:6, 6:3, 6:4       |
| 2014 | Tomáš Berdych            | Marin Čilić           | 6:4, 6:2            |
| 2013 | Juan Martín del Potro    | Julien Benneteau      | 7:6(2), 6:3         |
| 2012 | Roger Federer            | Juan Martín del Potro | 6:1, 6:4            |
| 2011 | Robin Söderling          | Jo-Wilfried Tsonga    | 6:3, 3:6, 6:3       |
| 2010 | Robin Söderling          | Michaił Jużny         | 6:4, 2:0 krecz      |
| 2009 | Andy Murray              | Rafael Nadal          | 6:3, 4:6, 6:0       |
| 2008 | Michaël Llodra           | Robin Söderling       | 6:7(3), 6:3, 7:6(4) |
| 2007 | Michaił Jużny            | Ivan Ljubičić         | 6:2, 6:4            |
| 2006 | Radek Štěpánek           | Christophe Rochus     | 6:0, 6:3            |
| 2005 | Roger Federer            | Ivan Ljubičić         | 5:7, 7:5, 7:6(5)    |
| 2004 | Lleyton Hewitt           | Juan Carlos Ferrero   | 6:7(1), 7:5, 6:4    |
| 2003 | Maks Mirny               | Raemon Sluiter        | 7:6(3), 6:4         |
| 2002 | Nicolas Escudé           | Tim Henman            | 3:6, 7:6(7), 6:4    |
| 2001 | Nicolas Escudé           | Roger Federer         | 7:5, 3:6, 7:6(5)    |
| 2000 | Cédric Pioline           | Tim Henman            | 6:7(3), 6:4, 7:6(4) |
| 1999 | Jewgienij Kafielnikow    | Tim Henman            | 6:2, 7:6(3)         |
| 1998 | Jan Siemerink            | Thomas Johansson      | 7:6(2), 6:2         |
| 1997 | Richard Krajicek         | Daniel Vacek          | 7:6(4), 7:6(5)      |
| 1996 | Goran Ivanišević         | Jewgienij Kafielnikow | 6:4, 3:6, 6:3       |
| 1995 | Richard Krajicek         | Paul Haarhuis         | 7:6(5), 6:4         |
| 1994 | Michael Stich            | Wayne Ferreira        | 4:6, 6:3, 6:0       |
| 1993 | Anders Järryd            | Karel Nováček         | 6:3, 7:5            |
| 1992 | Boris Becker             | Aleksandr Wołkow      | 7:6(9), 4:6, 6:2    |
| 1991 | Omar Camporese           | Ivan Lendl            | 3:6, 7:6(4), 7:6(4) |
| 1990 | Brad Gilbert             | Jonas Svensson        | 6:1, 6:3            |
| 1989 | Jakob Hlasek             | Anders Järryd         | 6:1, 7:5            |
| 1988 | Stefan Edberg            | Miloslav Mečíř        | 7:6, 6:2            |
| 1987 | Stefan Edberg            | John McEnroe          | 3:6, 6:3, 6:1       |
| 1986 | Joakim Nyström           | Anders Järryd         | 6:0, 6:3            |
| 1985 | Miloslav Mečíř           | Jakob Hlasek          | 6:1, 6:2            |
| 1984 | Jimmy Connors Ivan Lendl |                       |                     |
| 1983 | Gene Mayer               | Guillermo Vilas       | 6:1, 7:6            |
| 1982 | Guillermo Vilas          | Jimmy Connors         | 0:6, 6:2, 6:4       |
| 1981 | Jimmy Connors            | Gene Mayer            | 6:1, 2:6, 6:2       |
| 1980 | Heinz Günthardt          | Gene Mayer            | 6:2, 6:4            |
| 1979 | Björn Borg               | John McEnroe          | 6:4, 6:2            |
| 1978 | Jimmy Connors            | Raúl Ramírez          | 7:5, 7:5            |
| 1977 | Dick Stockton            | Ilie Năstase          | 2:6, 6:3, 6:3       |
| 1976 | Arthur Ashe              | Bob Lutz              | 6:3, 6:3            |
| 1975 | Arthur Ashe              | Tom Okker             | 3:6, 6:2, 6:4       |
| 1974 | Tom Okker                | Tom Gorman            | 4:6, 7:6(2), 6:1    |

### Gra podwójna
| Rok  | Zwycięzcy                           | Finaliści                           | Wynik              |
| 2025 | Simone Bolelli Andrea Vavassori     | Sander Gillé Jan Zieliński          | 6:2, 4:6, 10–6     |
| 2024 | Wesley Koolhof Nikola Mektić        | Robin Haase Botic van de Zandschulp | 6:3, 7:5           |
| 2023 | Ivan Dodig Austin Krajicek          | Rohan Bopanna Matthew Ebden         | 7:6(5), 2:6, 12–10 |
| 2022 | Robin Haase Matwé Middelkoop        | Lloyd Harris Tim Pütz               | 4:6, 7:6(5), 10–5  |
| 2021 | Nikola Mektić Mate Pavić            | Kevin Krawietz Horia Tecău          | 7:6(7), 6:2        |
| 2020 | Pierre-Hugues Herbert Nicolas Mahut | Henri Kontinen Jan-Lennard Struff   | 7:6(5), 4:6, 10–7  |
| 2019 | Jérémy Chardy Henri Kontinen        | Jean-Julien Rojer Horia Tecău       | 7:6(5), 7:6(4)     |
| 2018 | Pierre-Hugues Herbert Nicolas Mahut | Oliver Marach Mate Pavić            | 2:6, 6:2, 10–7     |
| 2017 | Ivan Dodig Marcel Granollers        | Wesley Koolhof Matwé Middelkoop     | 7:6(5), 6:3        |
| 2016 | Nicolas Mahut Vasek Pospisil        | Philipp Petzschner Alexander Peya   | 7:6(2), 6:4        |
| 2015 | Jean-Julien Rojer Horia Tecău       | Jamie Murray John Peers             | 3:6, 6:3, 10–8     |
| 2014 | Michaël Llodra Nicolas Mahut        | Jean-Julien Rojer Horia Tecău       | 6:2, 7:6(4)        |
| 2013 | Robert Lindstedt Nenad Zimonjić     | Thiemo de Bakker Jesse Huta Galung  | 5:7, 6:3, 10–8     |
| 2012 | Michaël Llodra Nenad Zimonjić       | Robert Lindstedt Horia Tecău        | 4:6, 7:5, 16–14    |
| 2011 | Jürgen Melzer Philipp Petzschner    | Michaël Llodra Nenad Zimonjić       | 6:4, 3:6, 10–5     |
| 2010 | Daniel Nestor Nenad Zimonjić        | Simon Aspelin Paul Hanley           | 6:4, 4:6, 10–7     |
| 2009 | Daniel Nestor Nenad Zimonjić        | Lukáš Dlouhý Leander Paes           | 6:2, 7:5           |
| 2008 | Tomáš Berdych Dmitrij Tursunow      | Philipp Kohlschreiber Michaił Jużny | 7:5, 3:6, 10–7     |
| 2007 | Martin Damm Leander Paes            | Andrei Pavel Alexander Waske        | 6:3, 6:7(5), 10–7  |
| 2006 | Paul Hanley Kevin Ullyett           | Jonatan Erlich Andy Ram             | 7:6(4), 7:6(2)     |
| 2005 | Andy Ram Jonatan Erlich             | Cyril Suk Pavel Vízner              | 6:4, 4:6, 6:3      |
| 2004 | Paul Hanley Radek Štěpánek          | Jonatan Erlich Andy Ram             | 5:7, 7:6(5), 7:5   |
| 2003 | Wayne Arthurs Paul Hanley           | Roger Federer Maks Mirny            | 7:6(4), 6:2        |
| 2002 | Roger Federer Maks Mirny            | Mark Knowles Daniel Nestor          | 4:6, 6:3, 10–4     |
| 2001 | Jonas Björkman Roger Federer        | Petr Pála Pavel Vízner              | 6:3, 6:0           |
| 2000 | David Adams John-Laffnie de Jager   | Tim Henman Jewgienij Kafielnikow    | 5:7, 6:2, 6:3      |
| 1999 | David Adams John-Laffnie de Jager   | Neil Broad Peter Tramacchi          | 6:7, 6:3, 6:4      |
| 1998 | Jacco Eltingh Paul Haarhuis         | Neil Broad Piet Norval              | 7:6, 6:3           |
| 1997 | Jacco Eltingh Paul Haarhuis         | Libor Pimek Byron Talbot            | 7:6, 6:4           |
| 1996 | David Adams Marius Barnard          | Hendrik Jan Davids Cyril Suk        | 6:3, 5:7, 7:6      |
| 1995 | Martin Damm Anders Järryd           | Tomás Carbonell Francisco Roig      | 6:3, 6:2           |
| 1994 | Jeremy Bates Jonas Björkman         | Jacco Eltingh Paul Haarhuis         | 6:4, 6:1           |
| 1993 | Henrik Holm Anders Järryd           | David Adams Andriej Olchowski       | 6:4, 7:6           |
| 1992 | Marc-Kevin Goellner David Prinosil  | Paul Haarhuis Mark Koevermans       | 6:2, 6:7, 7:6      |
| 1991 | Patrick Galbraith Anders Järryd     | Steve DeVries David Macpherson      | 7:6, 6:2           |
| 1990 | Leonardo Lavalle Jorge Lozano       | Diego Nargiso Nicolás Pereira       | 6:3, 7:6           |